# Station Sint-Amands
Station Sint-Amands is een voormalig spoorwegstation in de gemeente Sint-Amands aan spoorlijn 52 Dendermonde-Antwerpen-Zuid.
Het station stond vroeger bekend als St. Amands by Puers in het Nederlands en in het Frans als St. Amand lez Puers.
Het station werd vanaf mei 1980 bediend door bussen, wegens de werken aan de brug in Boom. Op 3 juni 1984 werd het station officieel gesloten.
Het station is nu een onderdeel van de Stoomtrein Dendermonde-Puurs. Deze legde in 2014 een omloopspoor en 2e perron aan in het station.

## Aantal instappende reizigers
De grafiek en tabel geven het gemiddeld aantal instappende reizigers weer op een week-, zater- en zondag.
| Tabel: aantal instappende reizigers station Sint-Amands | Tabel: aantal instappende reizigers station Sint-Amands | Tabel: aantal instappende reizigers station Sint-Amands | Tabel: aantal instappende reizigers station Sint-Amands |
|                                                         | Weekdag                                                 | Zaterdag                                                | Zondag                                                  |
| ------------------------------------------------------- | ------------------------------------------------------- | ------------------------------------------------------- | ------------------------------------------------------- |
| 1977                                                    | 202                                                     | 0                                                       | 0                                                       |
| 1978                                                    | 172                                                     | 0                                                       | 0                                                       |
| 1979                                                    | 208                                                     | 0                                                       | 0                                                       |

0,0: Dendermonde ·
5,6: Baasrode-Noord ·
9,0: Sint-Amands ·
12,5: Oppuurs ·
15,3: Puurs ·
18,4: Ruisbroek-Sauvegarde ·
21,2: Boom ·
22,0: Boom-Krekelenberg ·
24,7: Niel ·
26,4: Schelle ·
27,6: Hemiksem ·
29,9: Hemiksem-Werkplaatsen ·
31,9: Hoboken-Kapelstraat ·
32,9: Hoboken-Polder ·
37,5: Antwerpen-Zuid